# Mogome
Mogome é uma vila localizada no Distrito Central em Botswana. Possuía, em 2011, uma população estimada de 540 habitantes.